# Hesperaleyrodes michoacanensis
Hesperaleyrodes michoacanensis es un hemíptero de la familia Aleyrodidae, con una subfamilia: Aleyrodinae.
Hesperaleyrodes michoacanensis fue descrita científicamente por primera vez por Sampson en 1943.